# Erasmus Ritter (Theologe)
Erasmus Ritter (* um 1481 in Bayern; † 1. August 1546 in Bern) war ein deutsch-schweizerischer reformierter Theologe und Reformator.

## Leben
Ritters Geburtsort und -jahr sind unbekannt. Berichtet wird, dass er aus Bayern stammt und in Rottweil als Prediger wirkte. Der Rat von Schaffhausen berief 1523 den altgläubigen Ritter, damit er dem für die Reformation eintretenden Dr. Sebastian Hofmeister entgegenwirkte. Die Bürgerschaft stand zum großen Teil schon auf Seiten Hofmeisters. Ritter blieb ohne Erfolg, auch als er die Messe deutsch zu lesen begann. Um Hofmeister mit den eigenen Waffen zu schlagen, las er eifrig in der Bibel und wurde dabei selbst zu ihrem Verfechter.
Nun wirkten die anfänglichen Gegner zusammen. Auch der Abt wandelte die Abtei in eine Propstei mit 12 Kapitularen um und übergab die Gerechtigkeiten des Klosters dem Rat. Das Jahr 1525 brachte Rückschläge. Während Hofmeister durch seine Heftigkeit der Sache schadete, verhielt sich Ritter vorsichtig, gestärkt durch Ulrich Zwinglis Zuspruch. Die Lage in Schaffhausen war gesichert, als Bern und Basel die Reformation durchführten. Messe und Zölibat wurden abgeschafft. Ritter heiratete die Schwester des letzten Abtes, die vorher Nonne gewesen war. 
Schwierigkeiten entstanden durch Wiedertäufer und durch die harte Stellung Benedikt Burgauer, der von der zwinglischen Abendmahlslehre abgestoßen war. Die Bürger ergriffen im Streit ihrer Pfarrer, der bei der Einführung der neuen Kirchenordnung zum Ausbruch kam, Partei. Die beiden Pfarrer wurden entlassen. Ritter, der noch im Januar 1536 Schaffhausen auf dem Konvent in Basel vertreten hatte, ging nun nach Bern. Dort erreichte er einen theologischen Wechsel. Er traf jetzt mit Johannes Calvin zusammen und nahm dessen Richtung an, die sich allmählich in der deutschsprachigen Schweiz immer mehr durchsetzte.